# بدر الدخيل
بدر الدخيل لاعب كرة قدم سعودي.

## مسيرة اللاعب
لعب سابقاً لأندية الهلال و الطائي و الفيحاء و المجزل و المزاحمية و ساجر.